# Бреца (Казерта)
Бреца је насеље у Италији у округу Казерта, региону Кампанија.
Према процени из 2011. у насељу је живело 1041 становника. Насеље се налази на надморској висини од 16 м.